# Alón (Física)
En física, el alón (del inglés "anyon") es un tipo de cuasipartícula que ocurre solo en sistemas bidimensionales, con propiedades mucho menos restringidas que fermiones y bosones. En general, la operación de intercambiar dos partículas idénticas pueden causar un cambio de fase global, que no afecta los observables. Los alones son generalmente clasificados como abelianos o no-abelianos (refiriéndose a su comportamiento conmutativo y no conmutativo). Los alones abelianos han sido detectados y juegan una función importante en el efecto Hall cuántico fraccionario. Los alones no-abelianos no han sido detectados y su búsqueda es un área activa de investigación.